# Stella Dupont
Pour les articles homonymes, voir Dupont.
Stella Dupont, née le 3 novembre 1973 à Angers (Maine-et-Loire), est une femme politique française.
Membre du Parti socialiste puis de La République en marche, elle est élue députée de la deuxième circonscription de Maine-et-Loire lors des élections législatives de 2017 et est réélue en 2022, puis en 2024. Elle quitte le groupe Ensemble pour la République le 2 octobre 2024 à cause de désaccords.

## Biographie

### Jeunesse et études
Stella Dupont naît le 3 novembre 1973 à Angers (Maine-et-Loire). Fille d'agriculteurs de Chaudefonds-sur-Layon, elle obtient un baccalauréat lettres et mathématiques, passe par une classe préparatoire aux études comptables et financières, et obtient son diplôme d'études comptables et financières en 1993.

### Parcours professionnel
Elle commence sa carrière en tant que comptable au sein du groupe Cerfrance en 1993.[source insuffisante]

### Carrière politique

#### Mandats locaux
Elle est élue conseillère municipale de Chaudefonds-sur-Layon à l'âge de 27 ans. De 2004 à 2015, Stella Dupont est conseillère générale du canton de Chalonnes-sur-Loire. En 2008, elle est élue maire de Chalonnes-sur-Loire. Elle conserve cette fonction jusqu'en 2017.
En décembre 2015, elle mène la liste PS de Maine-et-Loire aux élections régionales. Elle est élue conseillère régionale des Pays-de-la-Loire et siège à la commission Finances, ressources humaines, affaires générales, coop. interrégionale, Europe, international. Elle quitte ce mandat en juin 2017.
Vice-présidente de l'association des maires de Maine-et-Loire, elle est restée conseillère municipale de Chalonnes-sur-Loire et conseillère communautaire de la communauté de communes Loire Layon Aubance.

#### Députée de laXVelégislature
Membre du Parti socialiste jusqu'alors, elle soutient Benoît Hamon pour l’élection présidentielle française de 2017 et est investie par le Parti socialiste pour les élections législatives.
Stella Dupont se présente finalement aux élections législatives de 2017 dans la deuxième circonscription de Maine-et-Loire avec l'investiture de la République en marche. Elle annonce le 13 mai 2017 qu’elle « souhaite une majorité claire pour [le] nouveau Président de la République » « face à la montée extrêmement forte du FN et la poussée de ceux qui souhaitent une « France ingouvernable » ». Avec pour suppléant le député sortant Marc Goua, elle est élue au second tour avec 69,09 % des voix face au candidat Les Républicains.
À l'Assemblée nationale, elle siège à la commission des finances, de l'économie générale et du contrôle budgétaire. Elle est membre du comité des finances locales présidé par André Laignel. Par ailleurs, un rapport spécial lui a été confié sur la solidarité, l'insertion et l'égalité des chances.
Elle est membre du « Collectif social-démocrate », groupe d'une vingtaine de députés de l'aile gauche du groupe LREM, constitué en juin 2019.

#### Députée de laXVIelégislature
Stella Dupont est réélue avec 57,99 % des voix aux élections législatives françaises de 2022. Elle devient membre de la commission des Finances de l'Assemblée nationale.
En avril 2023, elle décide de quitter le groupe Renaissance à l'Assemblée nationale pour se ranger parmi les apparentées, avec Barbara Pompili, Mireille Clapot et Cécile Rilhac.

#### Députée de laXVIIelégislature
À la suite de la dissolution de l’Assemblée nationale de juin 2024, Stella Dupont est réélue le 7 juillet avec 45,89 % des voix lors d’une triangulaire l’opposant aux candidats de La France insoumise et du Rassemblement national.
Le 3 octobre 2024, la députée considérée comme faisant partie de l’aile gauche de la macronie, quitte le groupe Ensemble pour la République et devient en conséquence non-inscrit. Stella Dupont justifie cela par un désaccord sur la ligne de son groupe par rapport à la politique fiscale qu'elle qualifie de « droitière » et avec le gouvernement de Michel Barnier qu'elle considère comme « éloignée de ses valeurs ».

## Prises de position
En juillet 2019, elle s'abstient lors du vote à l'Assemblée sur la ratification de l'Accord économique et commercial global, dit CETA : elle estime que le traité comporte « plusieurs mesures fortes » mais déplore « la multiplication d’échanges à des distances toujours plus importantes ». Elle demande « quel est le sens écologique [d'échanger a] des distances toujours plus importantes [des produits] pourtant disponibles pour la plupart sur nos territoires ».
Elle est également réticente face au projet de réforme des retraites en France en 2023. Elle entend ainsi proposer des mesures destinées à rendre le projet « plus juste », sans le remettre en cause sur le fond, comme la limitation du nombre d’années de cotisation à 43 pour ceux qui ont commencé à travailler jeune (contre 44 dans le projet du gouvernement).
En septembre 2023, en compagnie de députés EELV, PCF, PS et NUPES et d'autres figures de l’aile gauche de la majorité (Renaissance et MoDem), elle signe une tribune commune publiée sur les sites de Libération et de Franceinfo qui exige « des mesures urgentes, humanistes et concrètes pour la régularisation des travailleurs sans papiers ». Cette tribune analysée comme un « coup de pression de l’aile gauche de la majorité » divise le camp présidentiel alors que se prépare la « loi immigration ».

## Détail des fonctions et des mandats

### Mandats locaux
- Du 28 mars 2004 au 29 mars 2015 : conseillère générale du canton de Chalonnes-sur-Loire[19]
- Du 23 mars 2008 au 10 juillet 2017 : maire de Chalonnes-sur-Loire
- 18 décembre 2015 à juin 2017 : conseillère régionale des Pays de la Loire

### Mandats parlementaires
- Depuis le 21 juin 2017 : députée de la 2e circonscription de Maine-et-Loire